# Trallet
Trallet är en liten by i Utomälven, Hedesunda socken, i Gävle kommun. Trallet är känd sedan 1761 då soldaten Pehr-Ericsson Hasselqvist intog byn.